# Olszymowo
Olszymowo (biał. Альшымава; ros. Ольшимово) – dzielnica Wołkowyska, na Białorusi, w obwodzie grodzieńskim, w rejonie wołkowyskim. Do 2011 samodzielna wieś w sielsowiecie Subacze.
Przed II wojną światową wieś i cztery folwarki. W dwudziestoleciu międzywojennym leżało w Polsce, w województwie białostockim, w powiecie wołkowyskim, w gminie Biskupice. Zamieszkiwane było m.in. przez Tatarów wyznania muzułmańskiego, do których należał właściciel tutejszego majątku Lucjan Bajraszewski.
27 grudnia 2011 wieś została włączona w granice Wołkowyska.